# جسیکا اوریگلیاسو
جسیکا لوئیز اوریگلیاسو (به انگلیسی: Jessica Louise Origliasso؛ زادهٔ ۲۵ دسامبر ۱۹۸۴) خواننده-ترانه‌پرداز استرالیایی می‌باشد که با خواهر دوقلوی خود لیسا گروهٔ پاپ ورونیکاس را تشکیل‌داده است.